# Bad Häring
Bad Häring är en ort och kommun i distriktet Kufstein i förbundslandet Tyrolen i Österrike.